# 2006 UP321
2006 UP321, também escrito como 2006 UP321, é um objeto transnetuniano que está localizado no Cinturão de Kuiper, uma região do Sistema Solar. Este corpo celeste é classificado como um provável plutino, pois, o mesmo está em uma ressonância orbital de 2:3 com o planeta Netuno. Ele possui uma magnitude absoluta de 7,1 e tem um diâmetro estimado com 167 km.

## Descoberta
2006 UP321 foi descoberto no dia 19 de outubro de 2006.

## Órbita
A órbita de 2006 UP321 tem uma excentricidade de 0,215 e possui um semieixo maior de 39,667 UA. O seu periélio leva o mesmo a uma distância de 33,996 UA em relação ao Sol e seu afélio a 45,337 UA.